# Obiektyw Grubba

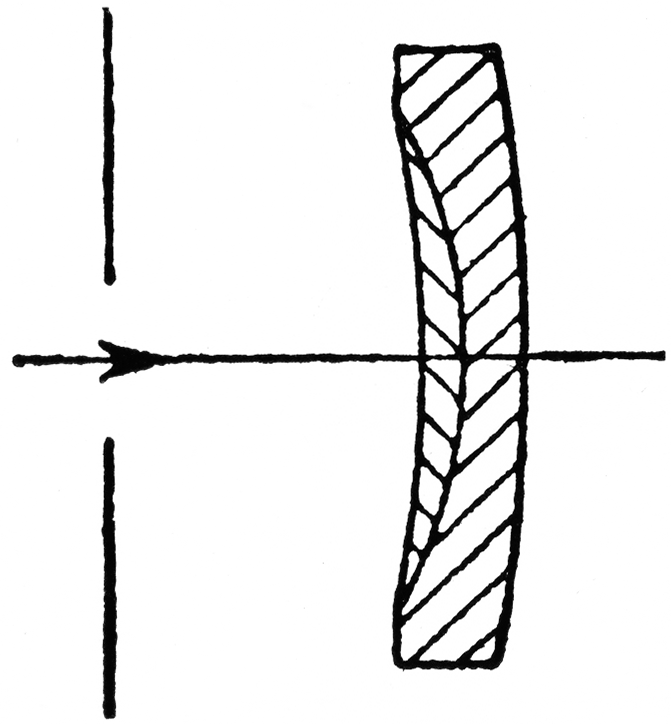
Schemat obiektywu Grubba

Obiektyw Grubba, angielski obiektyw pejzażowy, Aplanat Grubba – obiektyw fotograficzny zaprojektowany przez Thomasa Grubba w 1857 roku.
Obiektyw Grubba był odwróceniem wcześniejszego obiektywu Chevaliera – jego zewnętrzna soczewka była wykonana z kronu, a wewnętrzna z flintu z odpowiednio zmodyfikowanym kształtem soczewek: zewnętrzna była prawie płasko-wypukła, wewnętrzna – wklęsło-wypukła.
W porównaniu z obiektywem Chevaliera poprawiona była aberracja sferyczna, ale nadal problematyczna była koma i krzywizna pola. Apertura wynosiła f/16.
Podobnie jak obiektyw Chevaliera, który nie mógł być chroniony patentem i był kopiowany przez wiele firm i sprzedawany jako „francuski obiektyw pejzażowy”, także obiektyw Grubba został szybko skopiowany przez innych i znany był jako „angielski obiektyw pejzażowy”. Obiektyw był bardzo popularny i produkowany przez ok. 40 lat.
Dalsze prace nad obiektywem Grubba doprowadziły do powstania słynnego Aplanatu (Rapid Rectilinear).